# Drakeo the Ruler
Darrell Wayne Caldwell (de 1 de dezembro de 1993 à 19 de dezembro de 2021), conhecido pelo seu nome artístico, Drakeo the Ruler, foi um rapper e compositor americano. Ele era conhecido por seu flow, bem como por suas "escolhas de palavras estranhamente expressivas e poéticas", levando o Los Angeles Times a chamá-lo de "o estilista musical da Costa Oeste mais original em décadas". Sua quarta mixtape, Cold Devil, foi transmitida mais de 10 milhões de vezes.

## Infância
Caldwell nasceu em 1 de dezembro de 1993 e foi criado em South Los Angeles por uma mãe solteira. Ele frequentou a Washington High School nas proximidades de Westmont.

## Carreira
Depois de gravar diversas mixtapes com muito mais influência de trap de que de hip hop da Costa Oeste pelo qual ele se tornou conhecido, ele foi descoberto pelo DJ Mustard, que remixou sua música "Mr. Get Dough". A música, que estreou no WorldStar em abril de 2015, tornou-se sua faixa destaque e acumulou mais de 6,2 milhões de visualizações no YouTube (em agosto de 2019). Seis meses depois, em outubro, Drakeo lançou sua mixtape oficial de estreia, I Am Mr. Mosely, como seu primeiro projeto sob o selo 10 Summers de Mustard.
Ele lançou seu segundo projeto, I Am Mr. Mosely 2, em 21 de julho de 2016, com participações de Mozzy, Skeme e Philthy Rich. Ele seguiu com o lançamento de So Cold I Do em em dezembro.
Após sua libertação na prisão em novembro de 2017, ele gravou uma mixtape de 16 faixas, Cold Devil, em 10 dias, e a lançou no mês seguinte. Paul A. Thompson do Pitchfork o descreveu como "o álbum mais atraente da carreira do mc de Los Angeles", acrescentando que sua "relação impassível e impressionista com a batida" é "fria e inesquecível". Da mesma forma, Grant Rindner do Complex chamou de "um dos projetos de rap mais impressionantes da Califórnia em anos". Ele lançou videoclipes para "Flu Flamming", "Big Banc Uchies" e "Out the Slums" em um mês. "Flu Flamming" também foi remixado por Lil Yachty, e "Big Banc Uchies" por Shy Glizzy. O videoclipe de "Roll Bounce" foi lançado em setembro, com Drakeo na prisão aguardando julgamento.
Ele lançou o projeto Thank You for Using GTL, em junho de 2020, enquanto estava preso. Sua nona mixtape, The Truth Hurts, foi lançada em 24 de fevereiro de 2021. A mixtape contém notáveis participações de Don Toliver e Drake na canção "Talk to Me".

## História criminal
Em janeiro de 2017, Caldwell foi preso pela polícia de Los Angeles quando eles invadiram um condomínio onde ele filmava seus videoclipes. Posteriormente, ele foi detido na Men's Central Jail após ser acusado de porte ilegal de arma de fogo por um criminoso. Ele foi solto em novembro.
Em março de 2018, ele foi preso novamente, desta vez acusado de homicídio em primeiro grau, tentativa de homicídio e formação de quadrilha. As acusações surgiram de um tiroteio em dezembro de 2016 em Carson, Califórnia, onde uma pessoa foi morta e duas ficaram feridas. Ele estava enfrentando prisão perpétua. Simultaneamente, membros de seu coletivo, Stinc Team, incluindo seu irmão Ralfy the Plug, foram presos em São Francisco por uma série de acusações.
Em 25 de julho de 2019, ele foi absolvido das acusações de homicídio e tentativa de homicídio em um tribunal de Compton. No entanto, o promotor público decidiu reavaliar as acusações de conspiração de gangues criminosas e tiroteio de um veículo motorizado em agosto, duas acusações que resultaram em um júri empatado durante seu julgamento inicial. A data do julgamento foi marcada para 3 de agosto de 2020. Enquanto estava preso, ele gravou Thank You for Using GTL, que a Pitchfork chamou de "provavelmente o melhor álbum de rap já gravado da prisão". Ele foi libertado da prisão em novembro de 2020, após três anos de prisão, depois que ele aceitou um acordo do gabinete do promotor público no qual ele se confessou culpado de atirar de um veículo.

## Morte
Caldwell foi esfaqueado nos bastidores de um festival por volta das 20h30. Em 18 de dezembro de 2021, durante o festival Once Upon a Time in LA. Os primeiros relatos de testemunhas oculares relataram que ele foi esfaqueado no pescoço durante uma briga; mais tarde, sua mãe Darrylene Corniel revelou em uma entrevista à Rolling Stone que Caldwell, seu irmão e sua comitiva foram atacados por "cerca de 40, 60 homens" mascarados na época da chegada de YG ao local, e que Caldwell havia sido esfaqueado no pescoço. Os paramédicos chegaram ao local por volta das 20h40. e transportou Caldwell para um hospital próximo em estado crítico. Snoop Dogg, que era uma das atrações principais do festival, junto com 50 Cent, YG e Ice Cube, cancelou sua apresentação assim que foram informados da situação. O evento em si foi cancelado logo depois.
Caldwell foi declarado morto como resultado de seus ferimentos por volta da meia-noite de 19 de dezembro de 2021, cerca de quatro horas após a briga. Em 21 de dezembro de 2021, o Departamento de Polícia de Los Angeles está investigando sua morte como homicídio.

#### Aftermath and reactions
Após a notícia de sua morte, Corniel afirmou que estaria processando a Live Nation em relação ao assassinato de Caldwell, alegando negligência do local e medidas de segurança falhas da equipe.
Snoop Dogg postou uma longa mensagem em seu Instagram expressando suas condolências à família de Caldwell, e que ele estava em seu camarim se preparando para se apresentar quando foi informado do incidente. Ele encerrou a declaração com "Estou orando pela paz no hip hop". Wiz Khalifa twittou mensagens falando dos riscos que há como artista, e que irá tomar providências por conta própria para proteção, antes de aludir à violência dentro da comunidade hip hop.

## Discografia

### Álbuns de estúdio
| Título          | Detalhes do Álbum                                                                                     |
| --------------- | --- |
| The Truth Hurts | - Lançado em: 24 de fevereiro de 2021 - Gravadora: Stinc Team - Formatos: Download digital, streaming |

### Mixtapes
| Title                                  | Mixtape details                                                                                     |
| -------------------------------------- | --------------------------------------------------------------------------------------------------- |
| I Am Mr. Mosely                        | - Lançado em: Outubro de 2015 - Gravadora: Independente - Formatos: Download digital, streaming     |
| I Am Mr. Mosely 2                      | - Lançado em: Julho de 2016 - Gravadora: Stinc Team - Formatos: Download digital, streaming         |
| So Cold I Do Em                        | - Lançado em: Dezembro de 2016 - Gravadora: Stinc Team - Formatos: Download digital, streaming      |
| Cold Devil                             | - Lançado em: Dezembro de 2017 - Gravadora: Stinc Team - Formatos: Download digital, streaming      |
| Free Drakeo                            | - Lançado em: Março de 2020 - Gravadora: Independente - Formatos: Download digital, streaming       |
| Thank You for Using GTL (with JoogSZN) | - Lançado em: Junho de 2020 - Label: Stinc Team - Formatos: Download digital, streaming             |
| We Know the Truth                      | - Lançado em: 1 de dezembro de 2020 - Gravadora: Stinc Team - Formatos: Download digital, streaming |
| Because Y'all Asked                    | - Lançado em: 29 de dezembro de 2020 - Formatos: Donwload digital, streaming                        |
| Ain't That the Truth                   | - Lançado em: 16 de julho de 2021 - Gravadora: Stinc Team - Formatos: Download digital, streaming   |
| So Cold I Do Em 2                      | - Lançado em: 7 de dezembro de 2021 - Gravadora: Stinc Team - Formatos: Download digital, streaming |

### Singles
| Title                          | Year | Peak chart positions | Peak chart positions | Peak chart positions | Album           |
| Title                          | Year | US Bub.              | US R&B/HH            | CAN                  | Album           |
| ------------------------------ | ---- | -------------------- | -------------------- | -------------------- | --------------- |
| "Talk to Me" (featuring Drake) | 2021 | 8                    | 43                   | 85                   | The Truth Hurts |